# Raúl Blanco Juncal
Raúl Blanco Juncal (Moaña, 31 luglio 2001) è un calciatore spagnolo, centrocampista del Casa Pia.

## Carriera
Raúl è cresciuto nel settore giovanile del Celta Vigo ed ha iniziato a giocare con la seconda squadra nella stagione 2021-2022 in Primera División RFEF. A fine stagione è passato in prestito all'Arenteiro in quarta divisione, dove ha giocato con continuità.
Rientrato al Celta ha trascorso altre due stagioni con la seconda squadra diventandone titolare a partire dal 2023. Il 4 luglio 2024 ha lasciato la Spagna per firmare con il Casa Pia.

## Statistiche

### Presenze e reti nei club
Statistiche aggiornate al 28 settembre 2024.
| Stagione        | Squadra         | Campionato      | Campionato | Campionato | Coppe nazionali | Coppe nazionali | Coppe nazionali | Coppe continentali | Coppe continentali | Coppe continentali | Altre coppe | Altre coppe | Altre coppe | Totale | Totale | Totale |
| Stagione        | Squadra         | Comp            | Pres       | Reti       | Comp            | Pres            | Reti            | Comp               | Pres               | Reti               | Comp        | Pres        | Reti        | Pres   | Reti   |        |
| --------------- | --------------- | --------------- | ---------- | ---------- | --------------- | --------------- | --------------- | ------------------ | ------------------ | ------------------ | ----------- | ----------- | ----------- | ------ | ------ | ------ |
| 2020-2021       | Celta Vigo B    | SDB             | 12         | 0          | -               | -               | -               | -                  | -                  | -                  | -           | -           | -           | 12     | 0      |        |
| 2021-2022       | Arenteiro       | SDR             | 30         | 3          | CR              | 1               | 0               | -                  | -                  | -                  | -           | -           | -           | 31     | 3      |        |
| 2022-2023       | Celta Vigo B    | PF              | 33         | 6          | -               | -               | -               | -                  | -                  | -                  | -           | -           | -           | 33     | 6      |        |
| 2023-2024       | Celta Vigo B    | PF              | 38         | 11         | -               | -               | -               | -                  | -                  | -                  | -           | -           | -           | 38     | 11     |        |
| 2024-2025       | Casa Pia        | PL              | 5          | 1          | CP+CdL          | 0               | 0               | -                  | -                  | -                  | -           | -           | -           | 5      | 1      |        |
| Totale carriera | Totale carriera | Totale carriera | 118        | 21         |                 | 1               | 0               |                    | -                  | -                  |             | -           | -           | 119    | 21     |        |